# 林布蘭撞擊坑
林布蘭撞擊坑（英語：Rembrandt）是水星上的一個大型撞擊坑，直徑 715 公里，是水星上第二大撞擊坑，僅次於卡洛里盆地，也是太陽系中最大的撞擊坑之一。於2008年10月6日信使號第二次飛掠水星時發現。該撞擊坑年齡約 39 億年，於後期重轟炸期形成。在林布蘭撞擊坑外環周圍的撞擊坑密度和直徑代表這是水星上最年輕的撞擊盆地之一。
該撞擊坑以荷蘭知名畫家林布蘭命名。

## 發現背景
林布蘭撞擊坑是在信使號第二次飛掠水星期間，於2008年10月6日在所攝水星表面影像中發現。該撞擊坑位於水星南半球南緯 33°。以著名荷蘭畫家林布蘭命名，並由國際天文聯會於2009年2月27日批准。

## 地質

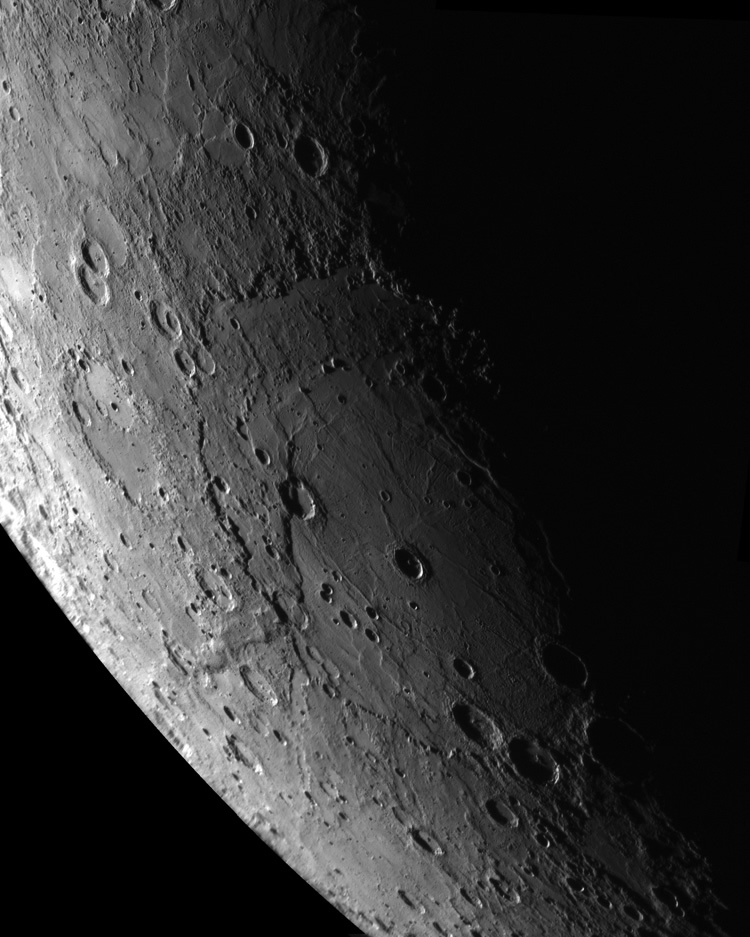
信使號拍攝的林布蘭撞擊坑

林布蘭撞擊坑是水星上第二大撞擊坑，僅次於卡洛里盆地。其外部邊緣，或者是其外環，是由斷崖和斷塊山組成的環確定的。環的直徑是 715 公里，相當於卡洛里盆地的一半。該撞擊坑周圍被撞擊時從深處噴出的噴發物塊狀沉積包圍。噴發物主要在撞擊坑北方和東北方可見。坑內可分成兩種地形：圓丘地形和平原。前者占據了坑底接近北緣的部分，並形成了一個直徑約 130 公里的不完整環。後者則占據了坑內大部分區域。這兩種平原被一個直徑約 450 公里的環狀斷塊山脈分離。這個界線或許可以對應到撞擊後剛形成不久，後來坍塌的暫態內腔。
撞擊坑內的平坦平原可能是火山活動形成。這區域相當類似月海，雖然色調比周圍平原淺，與月海的狀況相反。平坦平原內穿插了一個槽和皺脊系統，以放射狀和同心圓狀分布。同心圓狀的山脊形成了一個直徑 375 公里的近乎完整的環。放射狀皺脊和槽主要在該環內。放射狀和同心圓狀山脊的寬度大約是 1 到 10 公里，長度可達 180 公里。槽的年代明顯晚於山脊，因為槽將山脊切穿。槽的寬度約 1 到 3 公里。有些放射狀的槽相當接近山脊，形成特殊的「輪輻地形」。一般解釋槽是張性地形地塹，而皺脊則是聚合性地形。
林布蘭撞擊坑被一個走向自西南方到北方的巨型葉狀斷層崖切穿。該斷層崖長度約 600 公里，屬於分布在全水星表面斷崖系統的一部分。一般認為這是因為水星內不冷卻造成全球收縮而形成。這種斷崖是該區域可見到的最年輕板塊運動特徵，因為它切穿了包含平坦平原的其他地形區域。
無論林布蘭撞擊坑內或外都有大量撞擊坑。平坦平原中心的許多撞擊坑被完全或部分覆蓋，這表示該平原可能有長期的溢流噴發活動。形成於火山活動結束後的撞擊坑則顯示撞擊坑中心的熔岩層厚度可達 2 公里。

## 年齡和形成
目前關於林布蘭撞擊坑的資料都顯示它是水星上最年輕的撞擊盆地之一。其年代大約和卡洛里盆地相當。林布蘭撞擊坑形成於內太陽系的後期重轟炸期將結束時，約39億年。該次撞擊將水星外殼淺層物質大量噴出，形成撞擊坑周圍較深色且相對偏藍的噴發物。該次撞擊事水星外殼變薄，並引發火山活動。淺色熔岩填充了林布蘭撞擊坑內部並沉澱，並造成盆地底部的收縮而形成皺脊；之後撞擊坑底部因為不明原因隆起，造成張裂而形成槽溝。
水星上最後的板塊運動導致葉狀陡坡形成，其走向是環狀皺脊的切線方向。這可以指出或許可對應到被埋藏的盆地內環狀地形會影響陡坡的形成。在這之後水星內部活動停止，水星表面地質作用剩下零星的撞擊事件。